# Mancha Húmeda
Mancha Húmeda est une zone humide de la plaine et province historique de La Mancha, dans la communauté autonome de Castilla-La Mancha en Espagne. Elle a été déclarée réserve de biosphère en 1980.
Elle est centrée sur le parc national des Tablas de Daimiel et comprend également les zones tampons du lac Alcázar et du Parc naturel des lacs de Ruidera. Elle est limitée au nord par les contreforts des montagnes de Tolède (sierras de Calderina et de Malagon), au sud par la sierra Calatrava et au sud-est et à l'est par le Campo Montiel.

## Les différentes zones de laréserve de biosphère

### Parc national des Tablas de Daimiel
Elles sont situées dans une grande plaine aux légères ondulations, inondée par la Ciguela et le Guadiana. La Ciguela est d'eau saumâtre, le Guadiana est d'eau douce ; d'où un écosystème rare. On y trouve de nombreuses petites îles, dont la plus grande est Isla del Pan. Ses eaux y sont alimentées par les affluents du Guadiana et par la décharge des nappes aquifères de la Mancha quand leur niveau est suffisamment élevé.

## Végétation
Dans la réserve de biosphère l'eau douce du Guadiana favorisait les roseaux (sagnes ou Phragmites australis, roseaux communs ou Phragmites communis). L'eau saumâtre de la Gigüela y développait principalement la marisque (Cladium mariscus) : la région était porteuse d'une des plus grandes populations de marisque en Europe occidentale.
On y trouvait massettes (Typha), rauches (Typha latifolia), scirpes aigus (Scirpus lacustris), scirpes maritimes (Scirpus maritimus) et joncs (Juncus) dans les moindres dépressions.
Du côté algues, les charophytes' sont l'une des formations les plus caractéristiques de cette zone. On y trouve différentes sortes de Charas (Chara hispida, Chara major, Chara canescens), sous le nom local d'"ovas", formaient un tapis presque continu. Les seuls arbres présents sont les tamarix (Tamarix gallica, Tamarix canariensis).

## Faune
Cette zone est importante comme site d'hivernage et de reproduction pour de nombreuses espèces d'oiseaux, entre autres le grèbe à cou noir (Podiceps nigricollis), le héron pourpré (Ardea purpurea) et le Canard souchet (Anas clypeata). Parmi les espèces rares : spatule blanche (Platalea leucorodia), flamant rouge (Phoenicopterus rubber) et cigogne noire (Ciconia nigra).

## Hydrographie
Les lagunas de Ruidera sont formés sur une roche de travertin dont le calcaire s'est déposé à l'ère tertiaire sous l'effet d'un cours d'eau et non d'une mer. Le ruisseau qui s'en échappe continue à couler en direction nord-ouest et disparaît dans le sol à 3 m de la rivière Zancara ou Giguela.

## Occupation humaine
En 2002, plus de 150 000 personnes vivent dans la réserve. Les activités dominantes sont l'agriculture, l'élevage de moutons (production de laine), quelques industries locales et la chasse. Les cultures principales sont la vigne en premier lieu, puis le blé, l'orge, le maïs et l'olive. Most of the agricultural land (wheat, barley, corn, olives). La part du tourisme dans l'économie locale s'est accrue.

## Problèmes de conservation

### Le contexte
Les années 1950 voient les prémices d'une profonde transformation de la Mancha. Jusqu'alors cette région isolée par son climat semi-aride et sa pauvreté, vivait d'une agriculture adaptée aux conditions naturelles avec essentiellement de la vigne, de l'olive et des céréales peu exigeantes en eau (blé entre autres). Les agriculteurs prélevaient l'eau à petite échelle. L'exode rural était important, et perdurera jusque dans les années 1980 - en 1981 le nombre d'habitants aura régressé aux mêmes valeurs que dans les années 1930.
Les marais en général étant perçus comme des lieux insalubres et de peu de valeur économique, déjà en 1918 la loi (Ley Cambó) encourageait leur assèchement en Espagne et leur transformation en terres agricoles, qu'une loi de 1956 vient renforcer.
En 1952 est lancé le "Plan Badajoz", un plan d'"aménagement" du Guadiana s'étalant sur une quinzaine d'années, principalement en faveur du district de Badajoz. Les défilés du Guadiana dans les montagnes de Tolède ont servi de cadre pour la création de plusieurs barrages. Dans le même temps un vaste programme d'irrigation et de transport de l'eau vers les villes et villages, est mis en place. Le gouvernement régional octroie aux agriculteurs des prêts avantageux pour financer les installations d'irrigation. Le coût d'extraction de l'eau se tient alors dans une fourchette comprise entre 0,02 à 0,20 €/m3, non compris les aides financières du gouvernement.
À partir des années 1970, à l'achèvement du plan Badajoz, les méthodes ont radicalement changé. La plupart des villes et villages du district de Badajoz avaient de l'électricité ; des dizaines d'industries nouvelles s'étaient installées dans les zones urbaines grandissantes de la province ; et avec l'irrigation mécanisée l'eau avait été amenée à plusieurs dizaines de milliers d'hectares : entre 1974 et 1984 la surface des terres agricoles irriguées est passée de 30 000 à 85 000 ha ; en 2006 elle est de 180 000 à 200 000 ha, pour un volume d'eau utilisée de 650 à 700 millions de mètres cubes.
Les efforts pour plus d'irrigation ne se sont pas arrêtés là. En 1973, l'année même où la zone des Tablas de Daimiel était désignée en parc national, des cours d'eau en étaient modifiés et des puits y étaient creusés pour accroître l'irrigation agricole. Les 2/3 de l'eau prélevée sont consommés par l'agriculture.
Ce qui a été appelé « le projet d'irrigation le plus réussi en Espagne » a eu des conséquences socio-économiques mitigées et des conséquences écologiques catastrophiques.
D'une part la facilité d'irrigation a entraîné des prélèvement notablement plus importants qu'auparavant. Entre 1974 et 1984 la consommation annuelle d'eau est passée de 200 à 500 millions de mètres cubes. pour des ressources renouvelables estimées à 300 à 320 millions de mètres cubes annuels. Dans les 40 ans depuis les années 1970 ce sont environ 20 000 millions de mètres cubes qui ont été prélevés d'une surface de nappe aquifère de 5 500 km2. Sur cette quantité d'eau, environ 3 000 millions de mètres cubes provenaient de réserves.
D'autre part les cultures nouvellement adoptées, spécialement dans les années 1980 avec le maïs, betterave et alfalfa en particulier, ont eu de plus grosses demandes en eau en été que les cultures traditionnelles. Cette surexploitation disproportionnée par rapport à la quantité d'eau effectivement et durablement disponible a amené la baisse des nappes aquifères : la baisse moyenne les eaux du sous-sol a été de 30 mètres pour les 40 dernières années, certains endroits atteignant une baisse de 40 à 50 m. Cette baisse a par extension introduit un autre facteur d'inégalités sociales croissantes. En effet le système de répartition des droits à l'eau était proportionné à l'évolution de son utilisation. Quand les nappes aquifères ont baissé, les puits se sont asséchés. Les gros agriculteurs ont pu creuser leurs puits plus profondément, ce qui a accru leurs droits d'eau ; une manœuvre que les petits agriculteurs ne pouvaient pas se permettre. Ainsi ces aménagements ont engendré une croissance des inégalités en faveur des grosses exploitations agricoles, au détriment des petites exploitations et des villes.

### Début des restrictions
Le 4 février 1987, deux nappes aquifères sont déclarées en surexploitation provisoire par la Confédération Hydrographique du Guadiana ; cet arrêté est rendu définitif le 15 décembre 1994. Cinq mesures sont alors ordonnées : l'établissement de quotas d'utilisation d'eau ; l'interdiction d'approfondir les puits existants, et d'en creuser de nouveaux ; la création obligatoire d'associations d'usagers ; et la délimitation du périmètre des nappes aquifères. 

Mais ces restrictions sont peu observées faute de moyens pour en imposer l'exécution par les quelque 16 000 agriculteurs concernés. À l'époque il y a 8 400 agriculteurs utilisant l'irrigation, dont 7 900 pour la nappe de La Mancha de l'ouest et 500 pour celle de Campo de Montiel ; le tout pour plus de 135 000 ha. Dans le climat de la région ce sont 5 000 m3 d'eau annuels par hectare et 18 000 emplois pour l'irrigation. Si celle-ci est diminuée de moitié, on perd 1/4 de ces emplois (soit 3 500 emplois perdus), et malgré l'interdiction de nombreux autres puits sont creusés dans les années 1990. Pourtant, en 1993 l'Union européenne a adopté des mesures de compensations financières aux agriculteurs qui changeaient la nature de leurs récoltes (pour des plantes moins exigeantes en eau). Mais ce Plan Agri-Environnemental, d'une durée de 5 ans seulement, a principalement permis aux grosses exploitations de monopoliser les subsides - pour ceux qui ont participé au Plan. De plus aucun moyen n'a été mis en œuvre pour l'éducation agri-environnementale, ce qui a d'autant limité les résultats.
Ces inégalités socio-économiques nettement accrues se doublent de catastrophes écologiques induites : baisse des nappes aquifères, introduction de sel dans des terres fertiles, pollution des nappes aquifères par les nitrates, assèchement des marais des lagunes de Ruidera et surtout du parc national des Tablas de Daimiel. En 1998 80 % des marais des Tablas de Daimiel ont disparu, et la plupart des 20 % restants ne fonctionnent plus naturellement.
En 1995 le ministère de l'Environnement a mis en avant un projet d'aqueduc entre le Tage et La Mancha, pour alimenter le bassin supérieur du Guadiana à partir du Tage. Cet apport d'eau ne servirait pas à l'agriculture, mais uniquement à l'approvisionnement urbain et celui des zones écologiques protégées. Mais ce projet a été très mal reçu, pour deux raisons principales. D'une part il présume que les deux nappes aquifères déclarées surexploitées ne peuvent pas être régénérées, et choisit une solution facile et moins coûteuse au détriment des ressources en eau du futur ; d'autre part il cherche à remplacer le système hydrique naturel, ce qui est mal accepté.
L'analyse de l'empreinte eau étendue montre clairement que la cause principale de cette situation catastrophique est la méthode d'allocation des quotas d'eau et l'inertie du système de gestion - et non pas les puits ou prélèvements illégaux, qui à quantité égale sont plus productifs quant aux revenus que les utilisations légales. Par exemple sur une zone étudiée en 2006 les céréales, légalement irriguées, utilisent 55 % de l'eau prélevée mais ne génèrent que 19 % des revenus ; tandis que les vignes, illégalement irriguées, utilisent 19 % de l'eau prélevée et génèrent 46 % des revenus. Les cultures traditionnelles sont nettement plus productives quant au revenu généré par mètre cube d'eau utilisé.

De plus, depuis 1994 les nouveaux utilisateurs sont illégaux - ce qui revient presque à interdire l'installation de nouveaux systèmes plus efficaces, car les « anciens utilisateurs » tendent à continuer le type d'agriculture qu'ils appliquaient auparavant. Ainsi l'horticulture, qui est la culture la plus productive non seulement quant aux revenus mais aussi au nombre d'emplois, ne peut se développer à cause de l'interdiction de nouveaux utilisateurs. (L'olive vient en second dans l'échelle de productivité économique, avec la vigne - qui génère moins d'emplois quand elle est élevée en treillis plutôt qu'à l'ancienne à cause de l'accroissement de la mécanisation permise par le treillis.)

Enfin, la complexité de la loi sur l'eau, des débuts difficiles et un gouvernement manquant de moyens, sont trois éléments qui ont abouti à ce que les quotas eux-mêmes (environ 590 millions de mètres cubes annuels attribués) correspondent presque au double de la quantité d'eau renouvelable disponible (environ 320 millions de mètres cubes annuels disponibles).

### Plan Special Gardiana Supérieur
La gravité de ce changement radical de l'environnement a amené en 2008 l'Unesco à remettre en cause le statut de réserve de biosphère du parc national des Tablas de Daimiel (et l'aide financière européenne qui en résulte), avec ultimatum de restaurer les zones humides de la réserve de biosphère et en particulier des Tablas de Daimiel d'ici à 2011.
Un Plan Special Gardiana Supérieur (Special Upper Guadiana Plan) d'un budget de 5 M€ a commencé en 2008, prévu pour une durée d'opération de 29 ans, dans le cadre de la Directive Eau de l'Union Européenne. Il concerne les eaux aquifères de la Mancha de l'ouest, et doit en principe ramener d'ici à 2015 les marais aux normes exigées par l'Union Européenne en matière de zones humides. Des dérogations sont acceptées pour les cas justifiés, avec recul de la date limite en 2027. Ce Plan est de fait un système de banque de l'eau qui vise à attribuer les quotas sur des données sociales et environnementales, en tenant compte de l'efficacité de l'usage.
Il semble clair qu'un redressement de la situation écologique doit passer par une réduction sévère des céréales irriguées, tout en maintenant sans l'augmenter la surface des cultures traditionnelles et de l'horticulture. Le Plan inclut aussi le rachat des droits d'eau des producteurs de céréales, pour les attribuer aux agriculteurs illégaux qui génèrent plus de revenus par mètre cube d'eau utilisé - essentiellement de petits producteurs de vignes et d'horticulture. Cependant les fonds manquent pour ce faire dans le contexte actuel de crise. Les subsides européens sont en priorité dirigés vers la reforestation des terres détournées vers la culture des céréales au cours des générations précédentes. De plus, dans le cadre de la politique agricole européenne actuelle (en 2010), les céréales reçoivent plus de subsides que d'autres récoltes. Une révision de la politique agricole commune est programmée pour 2013. Les choix qui seront faits alors seront déterminants pour le succès ou l'échec de la restauration de la Mancha Húmeda. Un autre déterminant est le développement d'autres secteurs économiques comme la production d'électricité solaire, l'écotourisme, une meilleure qualité des produits agricoles, ou des services pour l'environnement (puits de carbone...).

## Culture
Cervantès a fait de la Mancha Húmeda le point d'origine de Don Quichotte de la Mancha. La grotte de Montesinos, dans laquelle ce dernier passe une nuit instructive, est située dans le Parc naturel des lacs de Ruidera.